# Julian Stieger
Julian Stieger (* 1994 in Wien) ist ein österreichischer Koch.

## Werdegang
Stieger kochte im Restaurant Le Ciel in Wien, im Landhaus Bacher bei Thomas Dorfer, im Steirereck bei Heinz Reitbauer in Wien (zwei Michelinsterne) und im Restaurant Eleven Madison Park in New York bei Daniel Humm (drei Michelinsterne). Dann wechselte er zum Restaurant Geranium in Kopenhagen bei Rasmus Kofoed (drei Michelinsterne).
Ende 2022 wurde Stieger Küchenchef im Restaurant Chef's Table im Hotel Rote Wand in Lech in Vorarlberg, nach der Übergabe von Max Natmessnig. Das Restaurant wurde 2025 mit zwei Michelinsternen ausgezeichnet.

## Auszeichnungen
- 2025: zwei Michelinsterne für das Chef's Table in Lech[3]